# Vall Llatina
La Vall Llatina (Valle Latina) és una regió geogràfica i històrica italiana que s'estén des del sud de Roma fins a Cassino, corresponent a la zona oriental de l'antic Latium romà.
Les principals ciutats de la vall són Frosinone, Cassino, Sora, Anagni, Alatri.